# Тамворт (футбольний клуб)
ФК «Тамворт» (англ. Tamworth Football Club) — англійський футбольний клуб з однойменного міста, заснований у 1933 році. Виступає в Національній лізі Півночі. Домашні матчі приймає на стадіоні «Ламб Граунд», потужністю 4 565 глядачів.